# أسطول المحيط الهادئ البريطاني
أسطول المحيط الهادئ البريطاني (BPF) كان تشكيلاً تابعاً للبحرية الملكية شَهَد معارك ضد اليابان خلال الحرب العالمية الثانية. كان الأسطول يتألف من سفن الكومنولث البحرية. تأسس الأسطول رسمياً في 22 نوفمبر 1944 من السفن المتبقية من الأسطول الشرقي السابق ثم أعيد تسميته بأسطول جزر الهند الشرقية واستمر في تمركزه في ترينكومالي. كانت القاعدة الرئيسية لأسطول المحيط الهادئ البريطاني في سيدني، أستراليا، مع وجود قاعدة أمامية في جزيرة مانوس. وكان أحد أكبر الأساطيل التي جمعتها البحرية الملكية على الإطلاق، فبحلول يوم النصر على اليابان كان يتألف من أكثر من مائتي سفينة وغواصة وأكثر من 750 طائرة بما في ذلك أربع سفن حربية وست حاملات طائرات أسطول وخمسة عشر حاملة طائرات أصغر وإحدى عشرة طرادات والعديد من السفن الحربية الصغيرة والغواصات وسفن الدعم. شارك الأسطول في معركة أوكيناوا والضربات البحرية الأخيرة على اليابان.

## وصلات خارجية
- Fleet Air Arm Archive, 2000–01, British Pacific Fleet 1945
- Supplement to the London Gazette of Tuesday, the 1st of June, 1948, "The Contribution of the British Pacific Fleet to the Assault on Okinawa, 1945." (Published 2 June 1948.)
- The Official History of New Zealand in the Second World War 1939–1945 (1956), Ch. 24: "With the British Pacific Fleet"
- "The Short but Brilliant Life of the British Pacific Fleet," Nicholas Sarantakes